# Daniel Boorstin
Daniel Joseph Boorstin, född 1 oktober 1914 i Atlanta, Georgia, död 28 februari 2004 i Washington DC, var en amerikansk historiker, advokat och författare. Han var föreståndare för Library of Congress 1975-1987. 

## Synen på revolutionen
Daniel Boorstin menar att den amerikanska revolutionen i främsta rummet var en konstitutionell konflikt kring principen "ingen beskattning utan representation" ("no taxation without representation"). Detta var en återgång till en äldre förfäktad åsikt bland amerikanska historiker. Men i motsats till tidigare forskning betraktar han inte detta som en skapande konflikt utan anser att det var "ett tämligen tekniskt-juridiskt problem", och enligt hans uppfattning var revolutionen "i ordets moderna europeiska mening...knappast någon revolution alls".

## Synen på Turners tes
Boorstin omformulerade Frederick Jackson Turners tes i icke-agrar form i sina arbeten The Genius of American Politics (1953) och The Americans: The Colonial Experience (1958). Boorstin undviker på det hela taget att särskilt framhäva gränsborna och farmarna men kommer liksom Turner till den slutsatsen att "den amerikanska demokratins anda har inte sin grund i några speciella egenskaper hos det amerikanska folket utan i de möjligheter utan tidigare motstycke som denna kontinent erbjöd och i en säregen kombination av historiska omständigheter, som inte kan komma att upprepas".

## Om pseudohändelser
"Man skulle kunna kalla vår tid för en tid av omvägar", säger Daniel Boorstin. Han har skrivit bl.a. om hur skuggan säljer bättre än själva föremålet, som han uttrycker det. Skuggan har blivit sitt eget föremål. Vi upplever allt i andra hand. Detta menar han är en följd av den grafiska revolutionen. Visserligen var det ett viktigt steg mot demokratiseringen. Men den har avigsidor. Han menar att den allmänna opinionen förvandlas till pseudohändelser som forceras fram för att bli omskrivna. "Demokratin har upphöjt allmänna opinionen till ett särskilt mysterium."
Han pekar på att man istället för att tala om "fakta", som har varit normen innan, numera kallade facklitteratur för "nonfiction". Något han är kritisk mot är filmen, som kan skapas när som helst, men som upplevs som mer levande och imponerande än originalet, dvs. livet. Filmen är ett av pseudohändelsens viktigaste uttryck. "Vissa filosofiska skolor har länge ansett att all erfarenhet bara består av de bilder vi har inne i huvudet", vilket han är kritisk mot.

### Ideal och image
Den elitistiske Boorstin drar upp en skarp skiljelinje mellan hjälte och celebritet. Denna skillnad sammanfaller med skillnaden mellan ideal och image. En hjälte utgör ett verkligt ideal, menar han, medan en celebritet endast har en image att skylta med. En människa som är ämnad att bli stjärna väljs inte ut p.g.a. sina goda egenskaper utan för de möjligheter till image hon eller han erbjuder. Image är en positiv fördom. "Den som framställer en image vill höra den ur var mans mun. När alla använder den förlorar den sin egenskap av pseudohändelse och blir en del av språkbruket (som reklam). Boorstin är inne på självuppfyllande profetia. Pseudohändelser och stereotyper går hand i hand. 
Bestsellerism är bokvärldens stjärnkult, dvs. där en bok säljer bra eftersom den säljer bra. Inte p.g.a. de goda egenskaper den har utan för den image den är förknippad med. Före demokratiseringen och den grafiska revolutionen fanns en vördnad för de esoteriska böckerna, inte de populäraste (bestsellerismen), "som bokvärldens celebritet har bestsellern samma värde och dragningskraft som alla andra pseudohändelser".

### Civilisationskritik
Boorstins civilisationskritik är konservativ till sin prägel. Enligt Boorstin är de mest "civiliserade" folken i själva verket de som är medvetna om att de låter sig ledas av normer som de själva har hittat på. "Ändå har vi under större delen av vår historia ansett oss vara ett folk som har låtit oss ledas av ideal. Ideal som hade givits oss av traditionen, sunda förnuftet eller Gud."
Han går också in på amerikansk kulturimperialism. "När vi upptäcker att vi saknar ett annat folks dygder kallar vi dem för laster". "Andra har varken haft tillräckligt stora rikedomar eller tillräckligt avancerad teknologi för att fördunkla sin verklighetsuppfattning med skuggor." Den amerikanska kulturen är inte äkta utan bygger ytterst på pseudohändelser.